# Tapis turkmène
Pour la ville, voir Boukhara.
Un tapis turkmène (turkmène : Türkmen haly), parfois appelé tapis Boukhara, est un type de tapis originaire d’Asie centrale. Ils sont produits par les tribus turkmènes qui constituent le principal groupe ethnique du Turkménistan, et se trouvent également en Afghanistan, en Iran et en Ouzbékistan. Ces tapis sont destinés à divers usages, dont ceux de tapis de tente, tentures de porte, ou encore comme sacs de tailles variées. Il est important de faire la distinction entre les véritables tapis de tribus turkmènes, et les tapis produits en grande quantité pour l’exportation au Pakistan et en Iran.

## Histoire

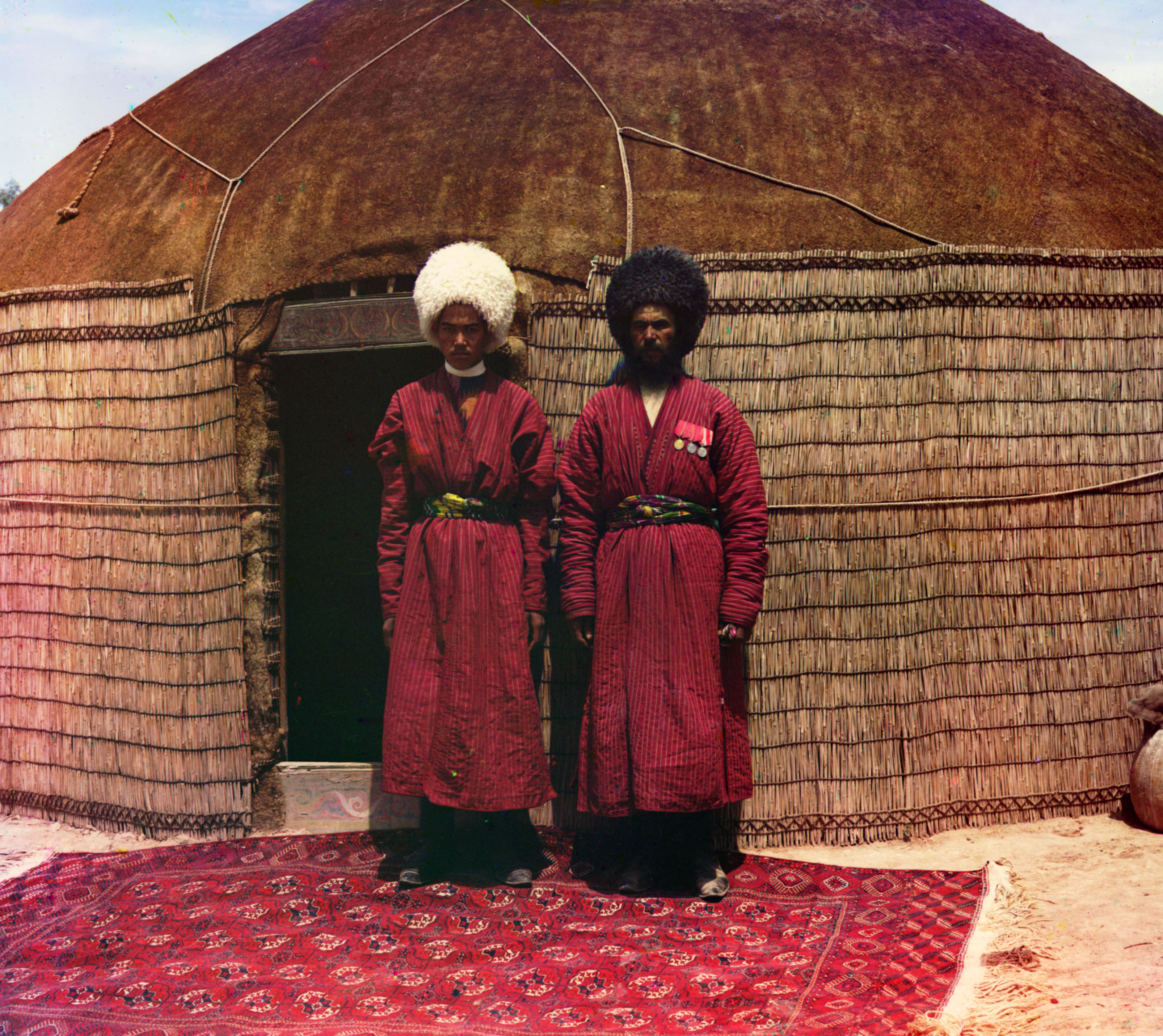
Deux Turkmènes sur un tapis devant l’entrée d’une yourte. (1905-1915)

À l’origine, presque tous les tapis turkmènes sont fabriqués par des tribus nomades, presque entièrement à l'aide de matériaux obtenus localement, que ce soit la laine des troupeaux ou les teintures végétales, ou d'autres teintures naturelles issues du pays. Ils présentent des dessins géométriques  qui varient de tribu à tribu ; les plus connus étant les Yomuts, Ersaris, Saryks, Salors et Tekkés. Les irrégularités —considérées comme participant au charme du tapis par les collectionneurs— sont alors assez communes, car les matériaux naturels varient de lot à lot, et les fils de chaîne ou de trame en laine peuvent s’étirer, particulièrement sur un métier à tisser régulièrement démonté pour être transporté et remonté dans un autre campement.
Plus récemment, de grands ateliers sont apparus dans les villes, dont les produits présentent moins d’irrégularités, et la technologie a changé. Depuis les années 1910, des teintures synthétiques sont utilisées en plus des teintures naturelles. La taille des tapis de tribus nomades est limitée par ce qui peut être fait sur un métier à tisser portable ; les tapis de taille plus importante, produits dans les villages, sont depuis devenus plus fréquents. L’utilisation du coton pour les fils de chaîne et de trame est également devenue fréquente.
Des tapis produits en grandes quantités pour l’export au Pakistan et en Iran sont également vendus sous le noms de tapis turkmènes. Ils sont généralement réalisés avec des teintures synthétiques, des fils de chaîne et de trame en coton, et un velours en laine, et n’ont que peu en commun avec les véritables tapis des tribus turkmènes. Sur ces tapis destinés à l’exportation, différents motifs et couleurs sont utilisés, mais le plus fréquent est le motif dit Boukhara, qui dérive du principal motif des Tekkés, souvent sur un fond rouge ou beige. Un autre modèle fréquent est inspiré des tapis Ersaris, avec un motif octogonal appelé pied d’éléphant. 
De nombreux tapis afghans présentent une forte ressemblance avec les tapis turkmènes. L’Afghanistan produit beaucoup de tapis relativement grossiers et bon marché, principalement pour l’export, et nombre de ceux-ci reprennent les motifs Boukhara. Toutefois, il existe également de très beaux tapis afghans, reprenant pour beaucoup des motifs turkmènes.
Le Musée national du tapis, qui conserve des exemples de tapis turkmènes d’époque, est situé à Achgabat, au Turkménistan.
« L'art traditionnel de la fabrication des tapis au Turkménistan » est inscrit sur la liste représentative du patrimoine culturel immatériel de l'humanité en décembre 2019.

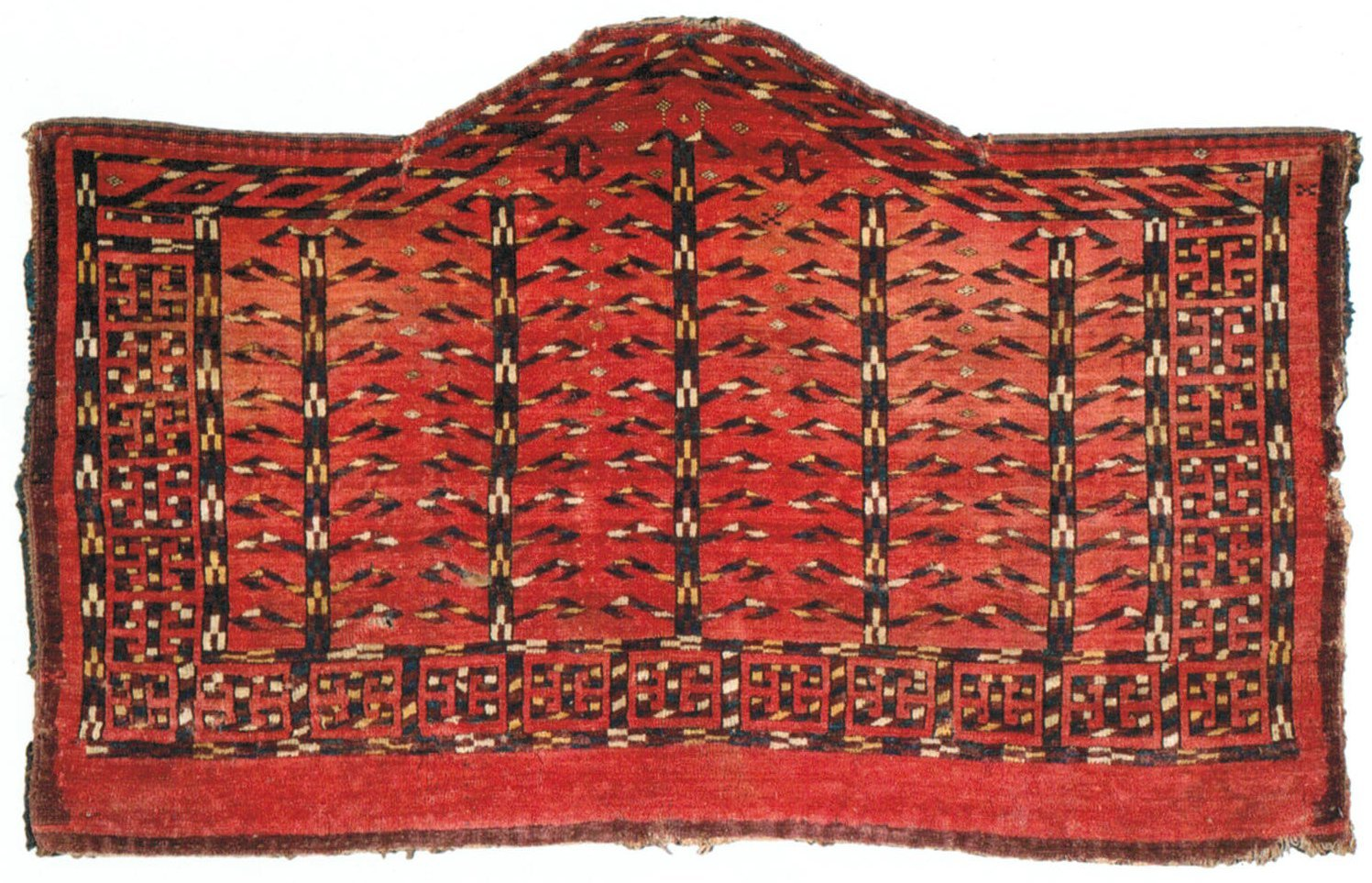
Asmalyk Yomut, Turkménistan, XVIIIe – XIXe siècles.
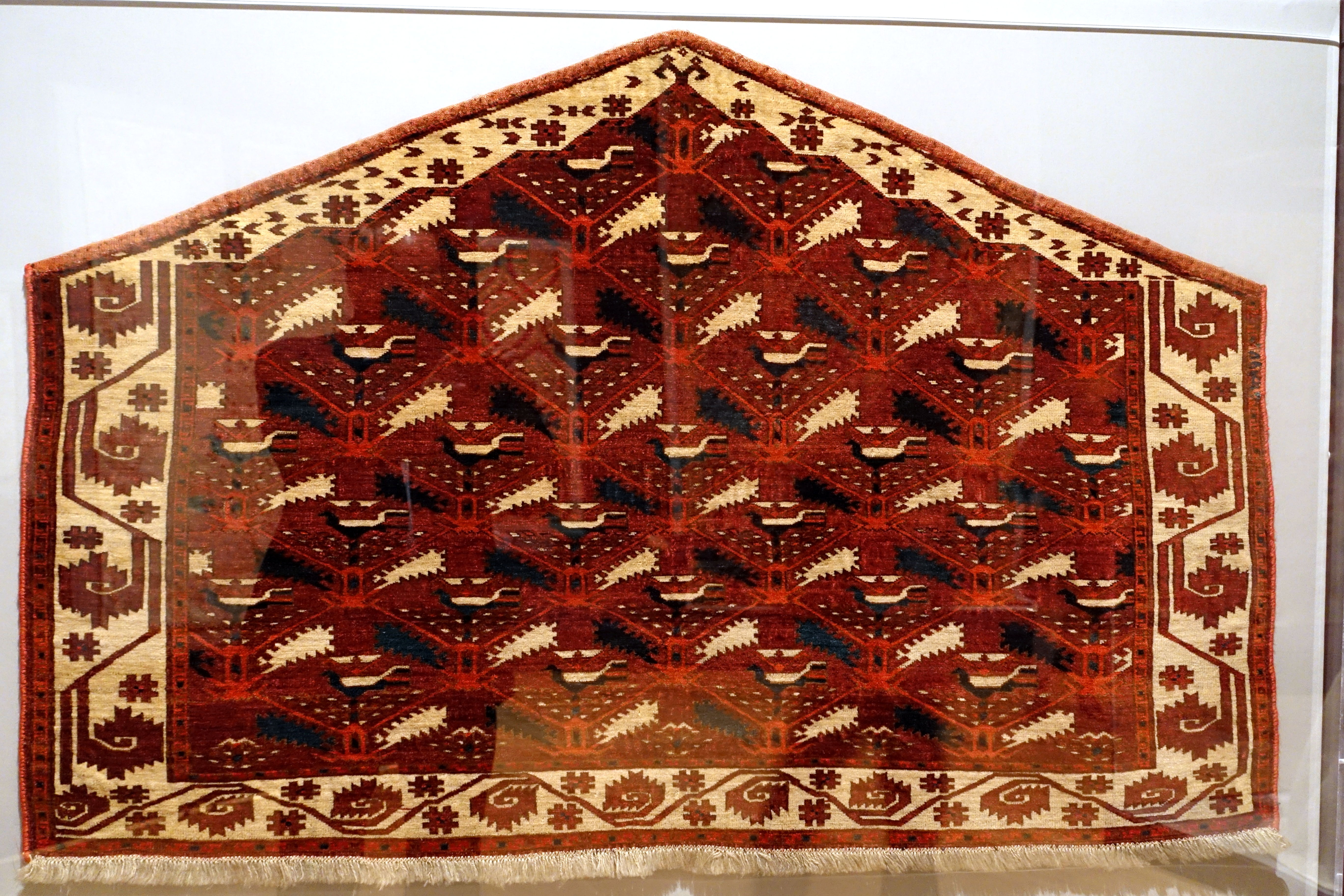
Asmalyk Tekké, XIXe siècle.
Tekké Chval à güls Salor, XIXe siècle.
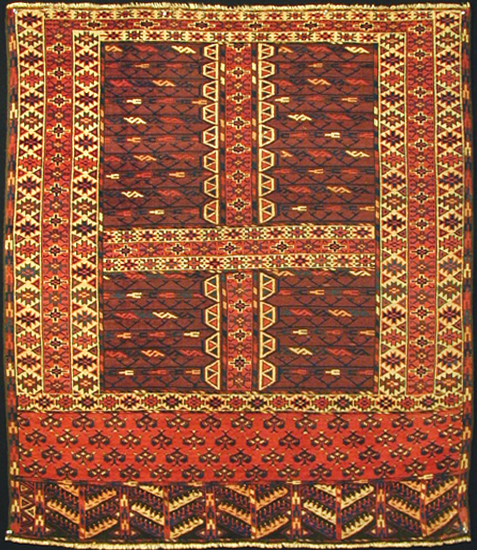
Yomut, XIXe siècle.
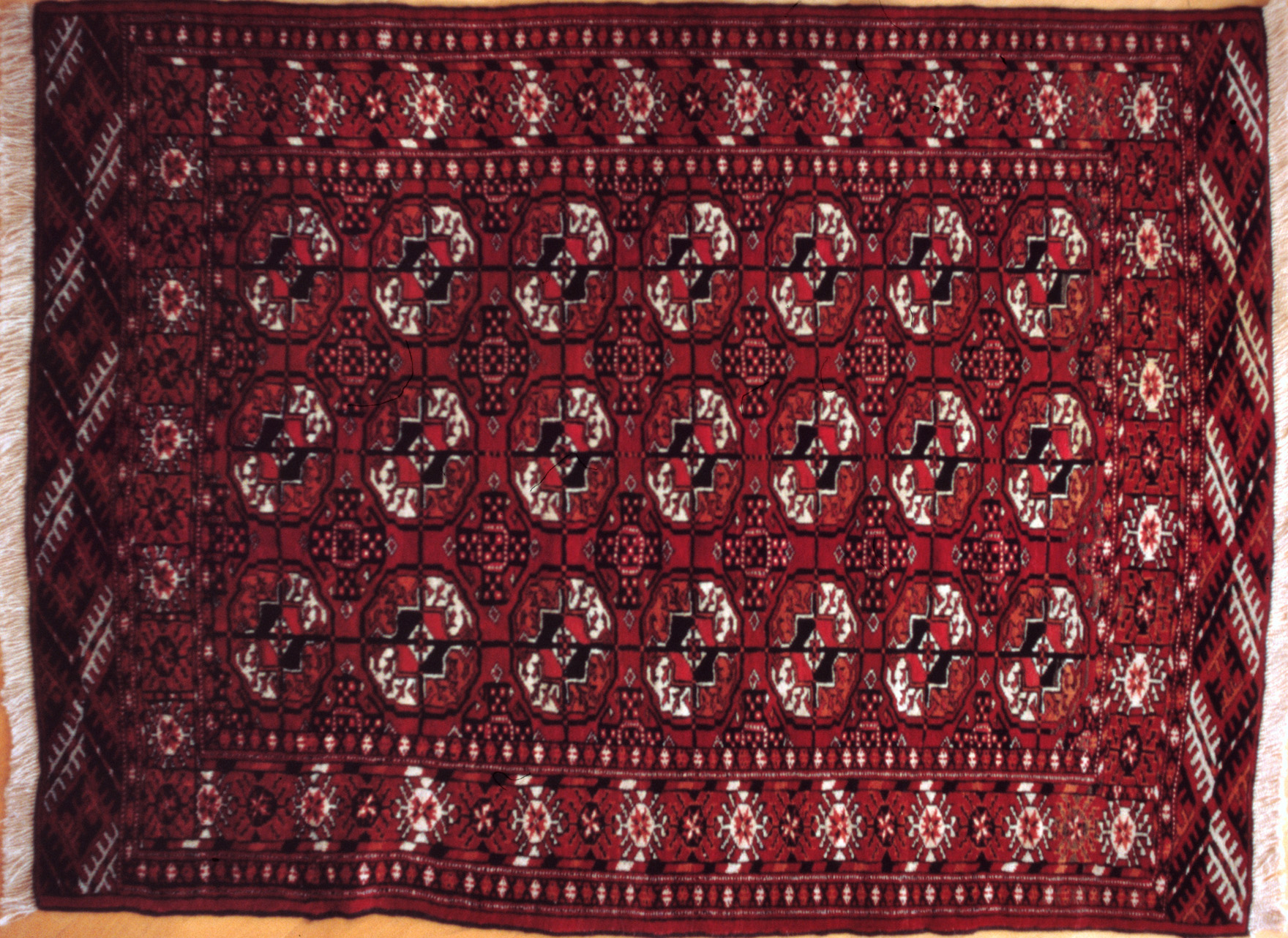
Tekké des années 1950.
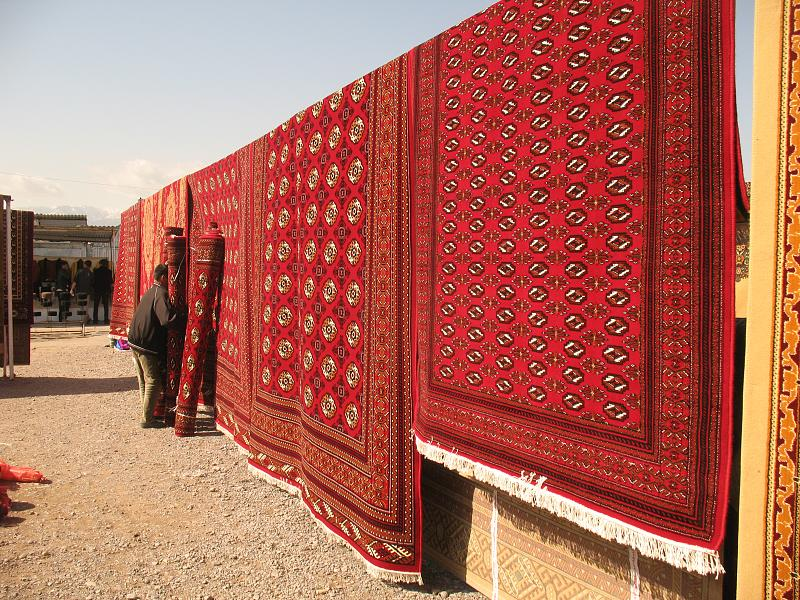
Tapis au bazar d’Altyn Asyr, à Achgabat.
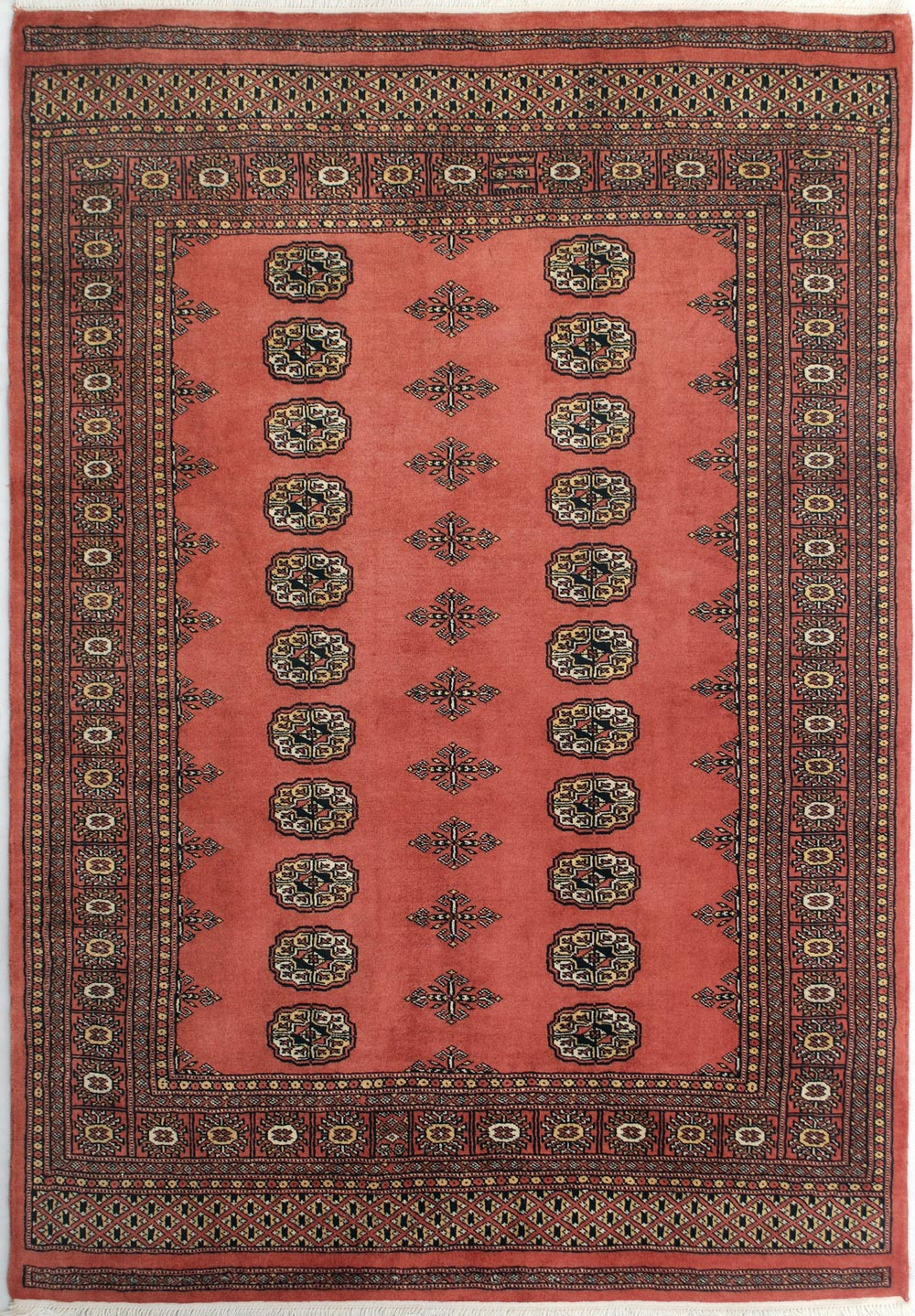
Copie pakistanaise de tapis «Boukhara»

## Turkménistan

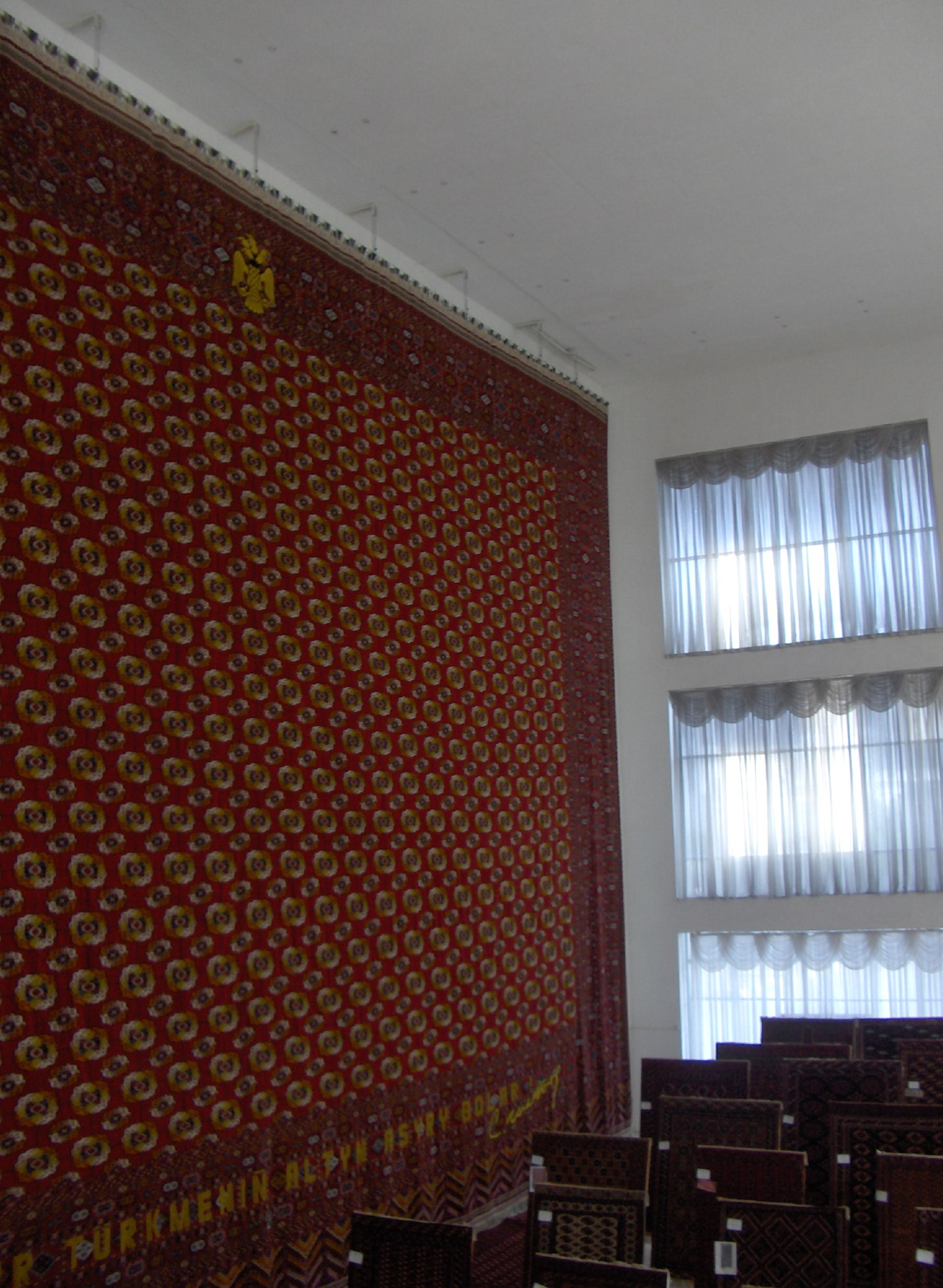
Le plus grand tapis du monde

À la fin du 20e siècle, le tissage de tapis est devenu l’un des plus importants secteurs d'activité du Turkménistan. En 1992, la Journée du Tapis Turkmène y est devenu une fête nationale, célébrée chaque année le dernier dimanche de mai. 
Parmi les tapis turkmènes contemporains, il faut noter le plus grand tapis fait-main du monde, d’une surface totale de 301 m2, tissé en 2001, et inscrit au Livre Guinness des records en 2003,.

### Héraldique
la bande verticale du drapeau du Turkménistan présente les cinq motifs principaux des tapis turkmènes. Ces motifs ont été arrangés. Des motifs secondaires sont disposés le long de ses bordures. Ces motifs reflètent l'unité nationale du Turkménistan. Les cinq motifs de tapis traditionnels présents sur l’emblème du Turkménistan, sur le disque rouge, représentent les cinq principales tribus, et symbolisent les valeurs religieuses et traditionnelles du pays. Ces tribus turkmènes sont, dans l’ordre traditionnel, les Tekkés, Yomut, Ersary, Chowdur et Saryq.

Drapeau du Turkménistan
Emblème du Turkménistan
Emblème du Turkménistan (1992-2000)
Emblème du Turkménistan (2000-2003)
Emblème de la République socialiste soviétique du Turkménistan